# Purvis
Purvis es una ciudad del Condado de Lamar, en el estado de Misisipi, Estados Unidos. Según el censo de 2000 tenía una población de 2.164 habitantes y una densidad de población de 212.6 hab/km².

## Demografía
Según el censo de 2000, había 2.164 personas, 786 hogares y 577 familias residiendo en la localidad. La densidad de población era de 212,6 hab./km². Había 844 viviendas con una densidad media de 82,9 viviendas/km². El 70,84% de los habitantes eran blancos, el 27,68% afroamericanos, el 0,18% amerindios, el 0,14% asiáticos, el 0,23% de otras razas y el 0,92% pertenecía a dos o más razas. El 1,06% de la población eran hispanos o latinos de cualquier raza.
Según el censo, de los 786 hogares en el 34,9% había menores de 18 años, el 48,2% pertenecía a parejas casadas, el 20,2% tenía a una mujer como cabeza de familia y el 26,5% no eran familias. El 24,8% de los hogares estaba compuesto por un único individuo y el 11,6% pertenecía a alguien mayor de 65 años viviendo solo. El tamaño promedio de los hogares era de 2,67 personas y el de las familias de 3,16.
La población estaba distribuida en un 27,6% de habitantes menores de 18 años, un 10,2% entre 18 y 24 años, un 27,2% de 25 a 44, un 21,9% de 45 a 64 y un 13,1% de 65 años o mayores. La media de edad era 35 años. Por cada 100 mujeres había 90,8 hombres. Por cada 100 mujeres de 18 años o más, había 82,8 hombres.
Los ingresos medios por hogar en la localidad eran de 30.938 dólares ($) y los ingresos medios por familia eran 35.000 $. Los hombres tenían unos ingresos medios de 27.571 $ frente a los 17.500 $ para las mujeres. La renta per cápita para la ciudad era de 13.727 $. El 14,6% de la población y el 11,3% de las familias estaban por debajo del umbral de pobreza. El 20,0% de los menores de 18 años y el 13,6% de los habitantes de 65 años o más vivían por debajo del umbral de pobreza.

## Geografía
Según la Oficina del Censo de los Estados Unidos, la localidad tiene un área total de 10,2 km², todos ellos correspondientes a tierra firme.